# Aéroport international Carriel Sur
L'aéroport international Carriel Sur (espagnol: Aeropuerto Internacional Carriel Sur, (code IATA : CCP • code OACI : SCIE) est un aéroport qui se trouve à 8 km de la ville de Concepción, dans la région du Biobío, Chili. C'est un aéroport civil et militaire. 

## Situation
L'aéroport est située sur la commune de Talcahuano.

### Carte des aéroports du Chili
| \| 100 km1:8 652 000 \| Porvenir El Salvador La Serena Mocopulli Valdivia Pucón Puerto Montt Puerto Williams Antofagasta Arica El Loa Iquique Osorno Balmaceda Araucanie Désert de l'Atacama Santiago Concepcion Île de Pâques Punta Arenas |
| 100 km1:8 652 000 |

## Compagnies et destinations
| Compagnies  | Destinations                                                                                                   |
| ----------- | --- |
| JetSmart    | Antofagasta, Calama-El Loa, Iquique (Diego Aracena), Santiago du Chili-A.-M.-Benítez, Puerto Montt (El Tepual) |
| LATAM Chile | Antofagasta, Santiago du Chili-A.-M.-Benítez, Punta Arenas                                                     |
| Sky Airline | Antofagasta, Calama-El Loa , Santiago du Chili-A.-M.-Benítez                                                   |

Édité le 23/05/2019

## Sources, Notes et références
- (es) Cet article est partiellement ou en totalité issu de l’article de Wikipédia en espagnol intitulé « Aeropuerto Internacional Carriel Sur » (voir la liste des auteurs).
- (en) World Aero Data